# Nursija Jachinowna Bagmanowa

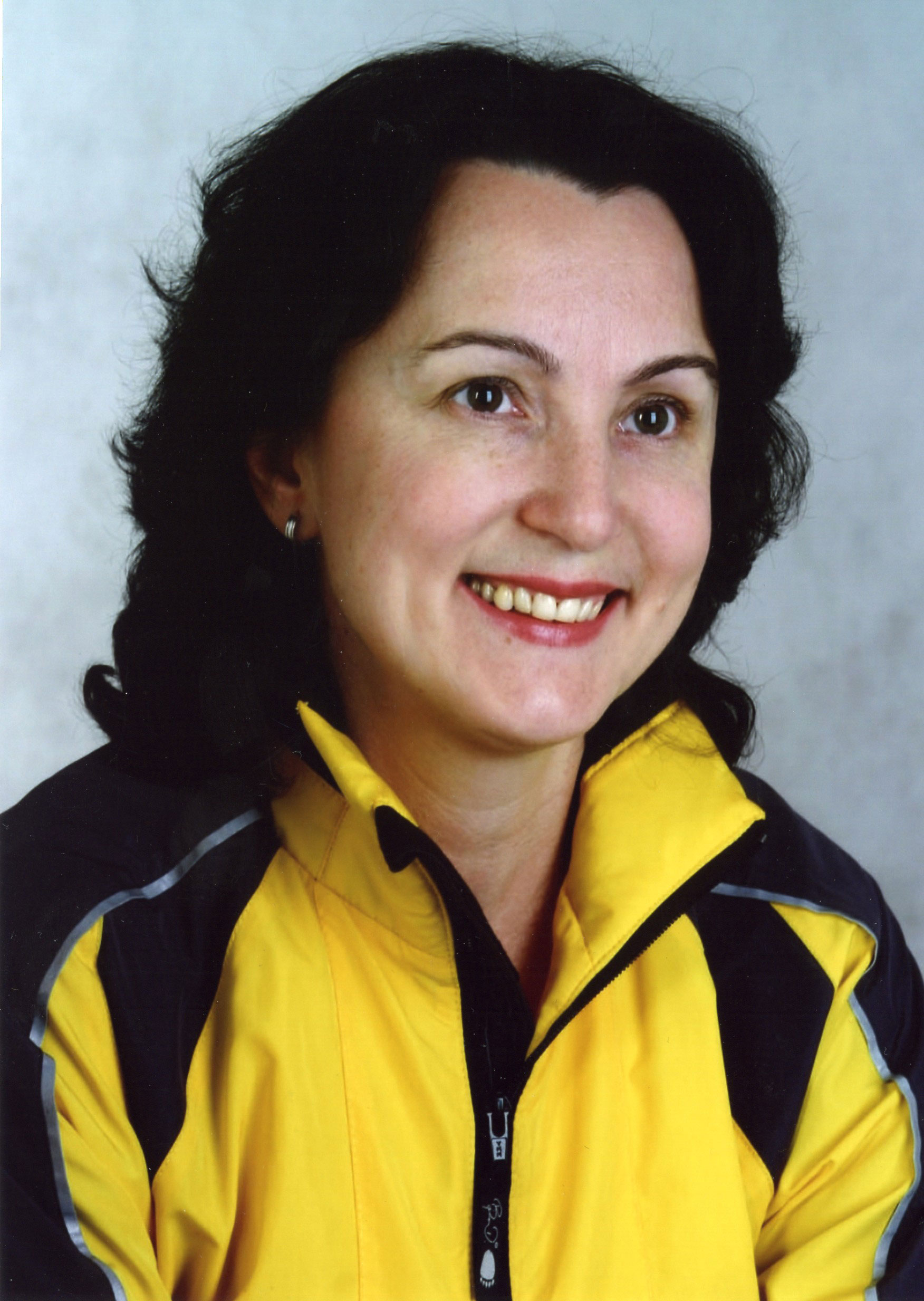
Nurziya Bagmanova (2002)

Nursija Jachinowna Bagmanowa (russisch Нурзия Яхиновна Багманова, engl. Transkription Nurziya Bagmanova; * 8. Juni 1963 in Rjatamak, Baschkirische ASSR, Russische SFSR, UdSSR) ist eine ehemalige russische Ultramarathonläuferin.
1991 wurde sie bei den 100-km-Straßenlauf-Weltmeisterschaften, für die Sowjetunion startend, Sechste in 8:42:54 h und gewann mit der Mannschaft die Silbermedaille. Im Jahr darauf holte sie den Weltmeisterschafts-Einzeltitel mit ihrer persönlichen Bestzeit von 7:44:37 h.
1994 wurde sie Zweite beim Run Winschoten in 7:52:59 h und gewann damit gleichzeitig die Silbermedaille bei den 100-km-Europameisterschaften.
Ihre Tochter Jaroslawa Schwedowa ist eine erfolgreiche Tennisspielerin.